# Humboldt (Dacota do Sul)
Humboldt é uma cidade  localizada no estado norte-americano de Dakota do Sul, no Condado de Minnehaha.

## Demografia
Segundo o censo norte-americano de 2000, a sua população era de 521 habitantes.
Em 2006, foi estimada uma população de 563, um aumento de 42 (8.1%).

## Geografia
De acordo com o United States Census Bureau tem uma área de
1,6 km², dos quais 1,6 km² cobertos por terra e 0,0 km² cobertos por água. Humboldt localiza-se a aproximadamente 519 m acima do nível do mar.

## Localidades na vizinhança
O diagrama seguinte representa as localidades num raio de 24 km ao redor de Humboldt.